# サン宝石
株式会社サン宝石（サンほうせき、英: SUNHOSEKI Co.,Ltd.）は、かつて山梨県中央市山之神流通団地に本社を置いていた装身具販売業者。通称「サンホ」。2023年（令和5年）4月1日に株式会社聖和趣味の会に吸収合併されて解散した。
本項では、事業を継承した株式会社玉光堂 サン宝石事業部に関しても記述する。

## 概要
現社長の父により「大洋商会」として1965年（昭和40年）に創業。当初は山梨県西八代郡下部町（現・南巨摩郡身延町）にて印章業を営んでいた。後に山梨県の地場産業である貴金属製品の小売業に転身し、女性向け雑誌に広告を出稿、通信販売を開始。1979年（昭和54年）には、「大洋」と「太陽」をかけて「サン宝石」に社名を変更した。女性誌の広告は激戦区であったことから、後に対象を集客力のある子供向け商品に注力していった。
現在は女子小中学生ないし高校生向けの低価格帯アクセサリー・雑貨の企画販売、通信販売、催事販売を主力とし、2013年時点で日本国内に直営店を30店以上運営する。取り扱う商品の価格帯は5円から500円台、ないし200円から300円台が中心である。
2013年9月期には年間売上高は約42億6400万円を計上したものの、「ほっぺちゃん」人気の低迷や同業他社との競争により2016年9月期には約21億円に減少、2019年9月期には約8億1600万円にまで落ち込み、さらに新型コロナウイルス感染拡大の影響も受け、2020年9月期の年売上高は約4億9100万円にとどまった。
売上低下による資金繰りの悪化を受け2021年8月30日、甲府地裁に民事再生法の適用を申請した。
2021年9月26日、最後の直営店であった「ファンシーポケット」原宿店が閉店した。
2021年10月6日、事業継続に向けての資金調達のためクラウドファンディングを実施することを発表、開始当日に目標金額の300万円を達成し、最終的には1200万円以上の支援金が集まった。
2021年11月8日、玉光堂の子会社である聖和趣味の会とスポンサー契約を締結。聖和趣味の会の支援を受けながら、物流機能の統合などで経営再建を図り、2023年4月1日付で株式会社聖和趣味の会へ吸収合併され、サン宝石は解散し、サン宝石が手掛けていた事業は聖和趣味の会直轄で手掛ける事になった。
2023年10月1日、株式会社聖和趣味の会と株式会社玉光堂が合併。今後は「株式会社玉光堂 サン宝石事業部」として運営を続ける。

## ほっぺちゃん
2010年（平成22年）、当時パート社員であった従業員の思いつきによりオリジナルキャラクター「ほっぺちゃん」が創作され、試験的に販売を行ったところ2013年（平成25年）までの3年間で1000万個を売り上げ、販売商品は1000種類を超えたと報じられた。「ほっぺちゃん」は元々複数の雑貨をまとめたパック製品の中に含まれるキャラクターの一つに過ぎなかったが、「ほっぺちゃん」が含まれるパックが突出して売れていくことから単体での販売に踏み切ったという。このブームは同社によって仕掛けられたものではなく、小中学生の間で「口コミ」で流行したと報じられた。直営店や催事における売上のうち、約半分が「ほっぺちゃん」関連であるという。
出版社からのオファーがあり幼児向け雑誌で漫画が連載、および児童書レーベルから小説化が行われたほか、ゲームメーカーから全年齢向けにコンシューマーゲームが発売された。ただし、同社に拠れば「今後ライセンス使用を大々的に広げていく方針は無い」としている。

## 沿革
- 1968年（昭和43年） - アクセサリー貴金属の通信販売を開始。
- 1970年（昭和45年） - ジュニア向け通信販売に切りかえる。
- 1979年（昭和54年）- 法人組織を整え、株式会社サン宝石を設立する。
- 1989年（平成元年） - 一部商品の自社加工を始める。
- 1993年（平成5年） - 山梨県西八代郡下部町に本社社屋竣工。有限会社アトリエマーキュリー、有限会社ビーナスアドプランニング設立。
- 1994年（平成6年）10月 - 山梨県中央市に企画室のための社屋竣工。
- 1996年（平成8年）6月 - 中巨摩郡昭和町に本社を移転。
- 1997年（平成9年） - 資本金を2000万円に増資。
- 2000年（平成12年）3月 - 中央市流通団地に本社を移転。
- 2021年（令和3年）8月 - 民事再生法適用を申請し、保全命令を受ける[2][3][13]。
- 2023年（令和5年）
  - 4月 - 聖和趣味の会へ吸収合併され解散。
  - 10月 - 玉光堂と聖和趣味の会が合併。「株式会社玉光堂 サン宝石事業部」として運営は継続。